# 常青 (1970年)
常青（1970年4月—），男，蒙古族。内蒙古工业大学大学学历。
曾任中共乌海职业技术学院党委副书记、院长。2014年4月，任共青团内蒙古自治区委员会书记。